# Діяння саксів
Діяння саксів, або Три книги анналів (лат. Res gestae Saxonicae sive annalium libri tres) — тритомна хроніка Німеччини X століття, написана Відукіндом Корвейським. Відукінд, який пишався своїм народом та історією, починає свій літопис не з Риму, а з короткого викладу, взятого з усної історії саксів, що ускладнює інтерпретацію його твору. Відукінд опускає італійські події, простежуючи кар'єру Генріха Фламандського і жодного разу не згадує про Папу Римського.

## Рукописи
«Геста» Відукінда відома з п'яти рукописів, один з яких з'явився на світ на початку ХХ століття. Контекст і дати різних версій, які вони представляють, викликали багато дискусій. Вперше твір був підготовлений у 967 або 968 році, і присвячений Матильді, молодшій доньці Оттона Великого і новопризначеній абатисі Кведлінбурзькій. Однак у чотирьох з п'яти рукописів історія була продовжена до 973 року (додавши глави 70-6 Книги III), чи то самим Відукіндом, чи то іншим автором. Оскільки написання книги було тривалим процесом, цілком імовірно, що присвята не входила до задуму Відукінда, і йому довелося внести низку змін, щоб задовольнити інші потреби. Було виділено три основні рецензії, названі A, B і C:
- Рецензія А. Закінчується книгою III, главою 69, роком 967/9.
  - MS A. MS J 38 (Саксонська державна бібліотека, Дрезден). Дата: 1200 x 1220.
- Рецензія B (триває до 973)
  - MS B 1. MS Addit. 21109 (Британська бібліотека, Лондон), стор. 138–181.[2] Дата: середина XII ст.
  - MS B 2. Втрачений рукопис, колись зберігався в абатстві Ебербах у Райнгау. Дата: середина XII ст. Його зміст можна реконструювати на основі транскрипту та офіційного видання, що датуються XVI століттям:
    - B 2а. Clm 4029 (Баварська державна бібліотека), документ MS, транскрипт, написаний у XVI столітті для гуманіста Конрада Пойтінгера.
    - B 2b. Мартін Фрехт (ред.), Witichindi Saxonis rerum ab Henrico et Ottone I impp. gestarum libri III […], editio princeps, опублікований у Базелі 1532 року. Доступно для перегляду онлайн
- Рецензія C (також триває до 973)
  - MS C 1. MS № 298, ф. 81-244 (Монастир Монте-Кассіно). Датується XI століттям. Переписано в Беневенто, лангобардському герцогстві на південь від Риму.
  - MS C 2. MS лат. жовтень 198 (Державна бібліотека в Берліні), ф. 1-39'. Дата: XIII ст. Переданий до бібліотеки у 1909 р., до того часу дослідники не знали про його існування.

## Зміст
«Діяння саксів» складається з трьох книг:

### Книга 1
Відукінд Корвейський починає першу книгу з падіння германської династії Тюрингів. У його версії Амалаберга — дочка франкського короля Гуґи. Після смерті Гуги Тіадріх, його син від наложниці коронується як король, але Амалаберга за допомогою воїна Ірінга переконує свого чоловіка, Ірмінфріда, що саме вона повинна успадкувати королівство. Починається війна, і після перемоги франків під проводом Тіадріха у битві при Рунібергуні тюрингці відступають до фортеці Скітінґ (сучасний Бургшайдунген).
Франки отримують допомогу від новоприбулих саксів, які потребують нових земель, і в битві при Скіттінґу відбувається кривава битва. Після загибелі багатьох воїнів Ірмінфрід відправляє Ірінга гінцем до Тіадріха з проханням про мир. Королі досягають згоди і планують назавтра вбити саксів, але сакси дізнаються про це, вночі штурмують Скітінґ і вбивають усіх дорослих. Лише Ірмінфріду та його родині вдається врятуватися. Сакси три дні святкують свою перемогу, а потім повертаються до Тіадріха, який віддає їм країну.
За наказом Тіадріха, Ірінг переконує Ірмінфріда повернутися до франкського двору. Коли Ірмінфрід стає на коліна перед Тіадріхом, Ірінг вбиває його. Тіадріх виганяє Ірінга, бо той своїм вчинком став зневаженим для всіх людей, і він не хоче мати жодного відношення до цього злочину. Ірінг оголошує, що він спокутує свій злочин і помститься за свого колишнього господаря, і вбиває також і Тіадріха. Він кладе тіло Ірмінфріда над тілом Тіадріха, щоб принаймні у смерті він був переможцем, і йде геть.
Відукінд висловлює сумнів у правдивості цієї історії, але згадує, що Чумацький Шлях і донині називається «Ірінговою вулицею». Алюзія на навернення саксів до християнства за Карла Великого приводить його до ранніх саксонських герцогів і деталей правління Генріха Птахолова.

### Книга 2
Друга книга починається з обрання Оттона Великого королем Священної Римської імперії, описує повстання проти його влади, оминаючи події в Італії, і завершується смертю його дружини Едгіт у 946 році. Свої праці він присвячує Матильді, дочці Оттона і абатисі Кведлінбурзькій, нащадку саксонського вождя Відукінда, свого тезки.

### Книга 3
Третя книга розповідає про Ліудольфа, герцога Швабського, і франконський похід Оттона.

## Стиль
Стиль Відукінда відображає його знайомство з «De vita Caesarum» Светонія, «Vita Karoli Magni» Ейнгарда та, ймовірно, з Лівієм і Бедою. У його творах можна знайти багато цитат з «Вульгати», а також сліди знайомства з Вергілієм, Овідієм та іншими римськими поетами. Рання частина його творів взята з традиції, але сучасну частину він писав як людина, знайома з придворним життям і подіями того часу.

## Видання та переклади
- Шоттін, Рейнгольд (ред.) і Вільгельм Ваттенбах (вступ). Widukinds Sächsische Geschichten. Die Geschichtschreiber der deutschen Vorzeit 33. Берлін, 1852 рік. Німецький переклад.
- Гжегож Валковський (пер.) Vvitichindus: Res gestae Saxonicae; Widukind: Dzieje Sasów. Бидгощ 2013.ISBN 978-83-930932-9-8. Польський переклад.
- Санчук Г. Э. «Видукинд Корвейский. Деяния саксов.» М., Наука, 1975. Російський переклад.

## Вторинна література
- Альтгоф, Герд (1993). Widukind von Corvey. Kronzeuge und Herausforderung [Відукінд Корвейський. Головний свідок і судовий виклик] (нім.). De Gruyter. doi:10.1515/9783112422045-012.
- Багге, Сверре (2002). Kings, Politics, and the Right Order of the World in German Historiography C. 950-1150 [Королі, політика і правильний устрій світу в німецькій історіографії 950-1150 рр.] (англ.). Лейден, Бостон, Кельн: Brill. ISBN 9004124683. ISSN 0081-8607.
- Бойманн, Гельмут (1950). Widukind von Korvei; Untersuchungen zur Geschichtsschreibung und Ideengeschichte des 10. Jahrhunderts. Historische Kommission für Westfalen  (нім.). Веймар: H. Böhlaus Nachfolger. OCLC 123188246.
- Бойманн, Гельмут (1970). Historiographische Konzeption und politische Ziele Widukinds von Corvey [Історіографічна концепція та політичні цілі Відукінда Корві] (PDF) (нім.).
- Вестер, Гельмут (1978). Widukind von Korvei - ein Beispiel zur Wirkungsgeschichte Sallusts [Відукінд Корвейський - приклад історії впливу Саллюстія]. Der Altsprachliche Unterricht [Заняття стародавніми мовами] (нім.). E. Klett. с. 5—22.
- Хартке, Адріан (2007). Die Res gestae saxonicae des Widukind von Corvey: Sachsengeschichte und Fürstenspiegel (нім.). GRIN Verlag. ISBN 978-3-638-67456-0.